# Marek Kováčech
Marek Kováčech (* 25. Januar 1989 in Bánovce nad Bebravou) ist ein slowakischer Handballspieler, der dem Kader der slowakischen Nationalmannschaft angehört.

## Karriere
Kováčech begann im Alter von acht Jahren in Topoľčany Handball zu spielen. Über mehrere Stationen in Ungarn wechselte der Rückraumspieler 2015/16 zur Union Leoben in die Handball Liga Austria. 2018 wurde Kováčech vom 1. VfL Potsdam für 3. Liga verpflichtet. Bereits ein Jahr später wechselte der Rechtshänder wieder zurück zur Union Leoben.

## HLA-Bilanz
| Saison    | Verein       | Spielklasse | Tore | 7-Meter      | Feldtore |
| --------- | ------------ | ----------- | ---- | ------------ | -------- |
| 2015/16   | Union Leoben | HLA         | 121  | 26/36        | 95       |
| 2016/17   | Union Leoben | HLA         | 89   | 18/26        | 71       |
| 2015–2017 | gesamt       | HLA         | 210  | 44/62 (71 %) | 166      |